# Егоцентричне упередження
Егоцентричне упередження — це схильність занадто сильно покладатися на власну точку зору та/або мати вищу думку про себе, ніж є в реальності. Здається, це результат психологічної потреби задовольнити своє его і бути корисним для консолідації пам'яті . Дослідження  показав   що досвід, ідеї та переконання легше згадуються, коли вони збігаються з власними, що викликає егоцентричний світогляд. Майкл Росс і Фіоре Сіколи вперше виявили це когнітивне упередження у своїй статті 1979 року «Егоцентричні упередження щодо доступності та атрибуції». Егоцентричне упередження більшість психологів називають загальним терміном, під який підпадають інші суміжні явища.
Ефекти егоцентричного упередження можуть відрізнятися залежно від особистих характеристик, таких як кількість мов, якими володіє людина, і вік. До цього часу було проведено багато досліджень, присвячених конкретним наслідкам егоцентричного упередження в різних контекстах. Дослідження спільних групових завдань підкреслюють, що люди дивляться на свій внесок інакше, ніж на внесок інших людей. Інші галузі досліджень були спрямовані на вивчення того, як пацієнти з психічним здоров'ям демонструють егоцентричну упередженість, а також на зв'язок між егоцентричним упередженням і розподілом виборців. Ці типи досліджень, пов'язаних з егоцентричною упередженістю, зазвичай включають письмові або усні опитування, засновані на особистому житті суб'єкта, або його рішення в різних гіпотетичних сценаріях.

## Історія та аналіз
Термін «егоцентричне упередження» вперше ввів у 1980 році Ентоні Грінвальд, психолог з Університету штату Огайо. Він описав це як явище, коли люди спотворюють свої переконання, так що те, що вони пам'ятають або те, що вони спочатку зрозуміли, відрізняється від того, що відбулося насправді. Він цитує дослідження Роджерса, Койпера та Кіркера, які пояснюють, що ефект самореференції — це здатність людей краще запам'ятовувати інформацію, якщо вони думають про те, як інформація вплине на них під час процесу кодування (запису спогадів у їхньому мозку). Грінвальд стверджує, що ефект самореференції змушує людей перебільшувати свою роль у ситуації. Крім того, інформація краще кодується, і тому люди частіше страждають від егоцентричної упередженості, якщо вони виробляють інформацію активно, а не пасивно, наприклад, відіграючи безпосередню роль у результаті ситуації.
Егоцентрична упередженість виникає, коли люди не можуть розглядати ситуації з точки зору інших людей. Егоцентрична упередженість вплинула на етичні судження до такої міри, що люди не тільки вірять, що корисливі результати є переважними, але й є морально обґрунтованим способомщоб продовжувати. Люди більш схильні усвідомлювати свою власну поведінку, оскільки вони можуть використовувати свої думки та емоції, щоб отримати більше інформації про себе. Ці думки та емоції можуть впливати на те, як люди бачать себе по відношенню до інших у конкретних ситуаціях. Звичайний приклад виникає, коли людей просять пояснити, скільки кредиту слід віддати кожній особі в рамках спільного проекту. Деніел Шактер, професор психології Гарвардського університету, вважає егоцентричне упередження одним із «семи гріхів» пам'яті і по суті відображає важливу роль, яку відіграє «я» під час кодування та отримання епізодичних спогадів . Таким чином, люди часто відчувають, що їхній внесок у спільний проект є більшим, ніж внесок інших учасників, оскільки люди, як правило, більше зосереджуються на тому, скільки вони зробили.
У соціальному контексті егоцентрична упередженість впливає на людей, щоб вони вибирали соціальне коло, яке здатне зберегти його позитивні риси. Дослідження показують, що вибір друга чи кола спілкування, ймовірно, буде залежати від кількості отриманих позитивних відгуків.

## Приклади
У дослідженні 1993 року, проведеному в Японії, осіб, які брали участь у експерименті, просили записати справедливу або несправедливу поведінку, яку вони самі чи інші робили. Пишучи про справедливу поведінку, вони, як правило, починали зі слова «я», а не «інші». Так само вони почали несправедливу поведінку з «іншими», а не з «я». Це демонструє, що люди схильні приписувати успіхи та позитивну поведінку собі, покладаючи тягар невдач і негативної поведінки на інших. Крім того, у цьому дослідженні були виявлені гендерні відмінності; Японські жінки, порівняно з чоловіками, пам'ятали поведінку інших більше, ніж свою власну, а також з більшою ймовірністю характеризували справедливу чи несправедливу поведінку по відношенню до інших порівняно з собою.
Інше дослідження показало, що егоцентрична упередженість впливає на сприйняття справедливості. Суб'єкти вважали, що переплата їм самим більш справедлива, ніж переплата іншим; та навпаки, вони вважали, що недоплата їм була менш справедливою, ніж недоплата іншим. Дослідження Грінберга показали, що цей егоцентризм був усунений, коли осіб, що брали участь в дослідженні, приводили в стан самоусвідомлення, що було застосовано в його дослідженні з дзеркалом, поставленим перед випробуваними. Коли людина не усвідомлює себе, вона розуміє, що щось може бути справедливим для неї, але не обов'язково справедливим щодо інших. Тому справедливість була чимось упередженим і суб'єктивним. Коли людина усвідомлює себе, існує єдиний стандарт справедливості і немає упередженості. Усвідомивши себе, суб'єкти оцінили переплату та недоплату як собі, так і іншим як однаково несправедливі. Вважається, що ці результати були отримані тому, що самосвідомість підвищила занепокоєння суб'єктів щодо справедливості оплати, тим самим подолавши егоцентричні тенденції.
Егоцентричне упередження також можна чітко спостерігати у маленьких дітей, особливо тих, у кого ще не розвинена теорія розуму або здатність розуміти конкретні ситуації з точки зору інших. В одному дослідженні Віммера і Пернера дитині та іграшці були представлені дві коробки різного кольору, і в обох показано, що одна містить об'єкт, що цікавить. Потім експериментатор витягнув іграшку з кімнати і перемістив об'єкт в іншу коробку. Коли їх запитали, де іграшці шукати предмет, діти переважно вказували на коробку, в якій вони знали, що цей предмет знаходиться. Замість того, щоб думати про точку зору іграшки, діти проявили егоцентричне упередження, припускаючи, що іграшка розділить їхню точку зору, хоча іграшка не мала можливості знати ту саму інформацію, що й вони.

## Причини
Причини і мотиви егоцентричного упередження були досліджені в журналі 1983 року Брайаном Малленом з Університету штату Мюррей. Натхненний дослідженням Лі Росса та інших, демонструючи ефект помилкового консенсусу, робота Маллена зосередилася на переоцінці консенсусу. Маллен проаналізував телевізійне шоу NBC «Грай у відсотки», щоб визначити, чи його центрична упередженість корениться в перцептивному та ненавмисному спотворенні реальності, а не у свідомій навмисній мотивації виглядати нормалізованою. Суб'єктами цього аналізу були учасники шоу, 20–30-річні подружні пари середнього класу з однаковим гендерним розподілом. На початку кожного шоу слухачам студії задавали кілька простих питань, а відсоток правильних відповідей записували для подальшого використання в грі. У кожному раунді гри суперники оцінювали відсоток правильних відповідей. Учасник, який мав ближчу оцінку, виграє відсоток правильної відповіді як бал, а потім, якщо він правильно відповість на вказане просте запитання, виграє відсоток, що залишився, маючи максимальну кількість можливих 100 балів. Перша пара, яка виграла 300 балів, отримає грошовий приз з можливістю виграти більше призів у бонусних раундах. Таким чином, шоу дало стимул для неупереджених оцінок консенсусу. Статистичний аналіз зібраних даних показав, що «егоцентричне упередження помилкового консенсусу спостерігалося, незважаючи на потужний стимул для неупереджених оцінок консенсусу». Цей аналіз зрештою підтверджує гіпотезу про те, що егоцентричне упередження є результатом ненавмисного перцептивного спотворення реальності, а не свідомої навмисної мотивації виглядати нормалізованою.
З психологічної точки зору, спогади зберігаються в мозку його центричним способом: роль самого себе збільшується в переживаннях, щоб зробити їх більш особистими і, таким чином, легше згадати. Таким чином, спогади раннього дитинства можуть бути важчими для запам'ятовування, оскільки самопочуття людини менш розвинене, тому старі спогади не так сильно пов'язані з самим собою, як нові. Більше того, егоцентрична упередженість, можливо, виникла з часів мисливців-збирачів, коли спільноти були досить малими та взаємозалежними, щоб люди могли припустити, що інші люди навколо них мали дуже схожі погляди. Егоцентричний погляд знизить когнітивне навантаження і підвищить ефективність спілкування.

## Вплив особистісних характеристик

### Вік
Дослідження 2016 року, опубліковане Рівою, Трісколі, Ламмом, Карнагі та Силані, показало, що егоцентричні упередження, як правило, більшою мірою відчувають підлітки та люди старшого віку, ніж люди молодого та середнього віку. Вони досліджували емоційний ефект візуально-тактильної стимуляції на пари учасників із популяції 114 жінок різного віку. Різний ступінь егоцентричної упередженості з віком пояснюється циклом розвитку правої надкраєвої звивини (rSMG) тім'яної частки, яка закінчується розвиватися в кінці підліткового віку і рано руйнується.

### Двомовність
Нещодавні дослідження егоцентричної упередженості були проведені на багатьох різних підгрупах людей, таких як двомовні люди. Дослідження, проведене Паулою Рубіо-Фернандес і Семом Глюксбергом, показало, що двомовні люди менш схильні до егоцентричної упередженості, оскільки вони стали більше звертати увагу на думки інших. Таким чином, їм легше відрізнити свої власні думки та думки інших.

## Супутні явища

### Ефект хибного консенсусу
Вважається аспектом егоцентричного упередження, ефект хибного консенсусу стверджує, що люди вірять, що їхні думки, дії та думки є набагато більш поширеними, ніж вони є насправді. Коли людей просять зробити оцінку статистики популяції, вони часто мають дані лише від них самих і схильні припускати, що інші в популяції схожі на них через егоцентричне упередження. У свою чергу, люди схильні переоцінювати, наскільки їхню думку поділяє решта населення. Більше того, люди схильні вважати, що ті, хто розходиться в поглядах, повинні бути частиною меншості і що більшість насправді погоджується з ними. Тому ефект хибного консенсусу або схильність виводити судження з власних думок є прямим результатом егоцентричного упередження.
Добре відомим прикладом ефекту помилкового консенсусу є дослідження, опубліковане Россом, Гріном і Хаусом у 1977 році. Студентів просять пройтися по кампусу з дошкою для бутербродів, на якій написано «покаятися». Люди, які погодилися на це (50 %), оцінили, що більшість їхніх однолітків також погодиться на це (середня оцінка 63,5 %). І навпаки, ті, хто відмовився від експерименту, повідомили, що більшість їхніх однолітків теж відмовиться.
Люди, які демонструють ефект хибного консенсусу, роблять егоцентричні упередження ще на крок далі: вони не тільки відмовляються думати про інші точки зору, але й вірять, що їхня точка зору є такою, якою приймає більшість людей. Тим не менш, деякі психологи не розрізняють егоцентричне упередження та ефект помилкового консенсусу. Наприклад, у статті, опублікованій Россом, Гріном і Хаусом, терміни «помилковий консенсус» і «егоцентричне упередження атрибуції» використовуються як синоніми. У другій частині свого дослідження вони роздали анкету, в якій запитували учасників, який варіант (з двох варіантів) вони б вибрали в певних ситуаціях, і який відсоток населення вибрав би той чи інший варіант. У всіх чотирьох запропонованих сценаріях особи оцінювали обраний ними варіант як найбільш імовірний. Росс, Грін і Хаус приходять до висновку, що їхні результати підтримують гіпотезу помилкового консенсусу, і що «інтуїтивні оцінки відхилення та нормальності, а також безліч соціальних висновків і міжособистісних реакцій, які супроводжують такі оцінки, систематично й егоцентрично упереджені відповідно до його власних оцінок. поведінковий вибір».

### Самообслуговування
Поняття, пов'язане з егоцентричним упередженням, — це упередженість у корисливих інтересах, коли людина приймає неправомірну заслугу за досягнення та звинувачує в невдачах зовнішні сили. Однак егоцентричне упередження відрізняється від упередженості в корисливості тим, що егоцентричне упередження корениться в помилковому припущенні про сприйняття реальності іншими людьми, тоді як упередженість у користі — це помилкове сприйняття власної реальності. Наприклад, розглянемо учня, який отримує низьку оцінку в класі. Упередженість користі призведе до припущення, що низька оцінка учня є наслідком поганого викладання, що відводить вину власної реальності від власних дій.
Егоцентрична упередженість також може призвести до переоцінки кількості учнів, які отримали низькі оцінки в класі з метою нормалізації успішності цих учнів. Однак, подібно до ефекту хибного консенсусу, упередженість в користі та егоцентричне упередження також використовуються як взаємозамінні терміни.
Обидві концепції можуть бути продуктом індивідуалістичних культур, які зазвичай наголошують на незалежності та особистих досягненнях замість успіху, орієнтованого на групу. Міжкультурні дослідження виявили сильну присутність егоцентричного упередження в переважно індивідуалістичних американських, південноафриканських та югославських спільнотах, але відзначили протилежний ефект у колективістичних японських, непальських та індійських суспільствах. Люди з цих культур, як правило, демонструють упередженість до скромності, коли успіх приписується зовнішнім або груповим факторам, а невдачі розглядаються як результат особистих недоліків.

### Байєсівський висновок
Байєсівське міркування — це форма статистичного висновку, яка спирається на правило Байєса для прогнозування ймовірності на основі наданої інформації. У байєсіанському оновленні люди використовують попередні ймовірності для оцінки, а потім поступово змінюють ці ймовірності, одержуючи більше інформації. Байєсівський висновок часто використовується психологами, щоб визначити, чи мають суб'єкти, які демонструють ефект хибного консенсусу, раціональний процес мислення. Щоб зрозуміти правило Байєса, розглянемо приклад з експерименту Крюгера і Клемента: є урна зі 100 фішками, деякі сині, а інші червоні, а потім досліджуваним кажуть, що перша фішка, витягнута з урни, синя. Суб'єктам пропонується оцінити ймовірність того, що урна містить переважно блакитні фішки. Використовуючи правило Байєса, імовірність того, що урна буде витягнута блакитною фішкою, враховуючи, що урна містить переважно сині фішки, дорівнює ймовірності того, що урна буде переважно блакитною, помноженій на ймовірність того, що урна буде переважно блакитною, за умови, що була витягнута синя фішка, все поділено на ймовірність того, що урна переважно синього кольору. Більшість учасників переоцінили запитану ймовірність. Дані показують, що суб'єкти, як правило, не звертають уваги на розмір вибірки, роблячи прогнози ймовірності. Наприклад, хоча статистично за законом великих чисел було доведено, що більші вибірки мають меншу мінливість, люди схильні стверджувати, що великі та малі вибірки мають однакову величину мінливості. Дослідження, подібні до експерименту з урною вище, дають докази того, що ефект хибного консенсусу не є цілком раціональним і що егоцентричні точки зору, як правило, переважають.

## Реальні наслідки

### Співпраця
Егоцентрична упередженість може призвести до знецінення внеску однолітків і посилення власної роботи в умовах співпраці. Наприклад, коли членів групи попросили повідомити, який відсоток результату вони створили, загальна сума становить більше 100 %. Зазвичай людям легше згадати свій особистий внесок і, таким чином, вважати його більшим або більш важливим. Це стосується як позитивних, так і негативних даних: у дослідженні подружніх пар кожен із подружжя оцінив себе як більш відповідальний за корисні (прибирання) і шкідливі дії (викликання суперечок). Дослідження показали, що почуття братів і сестер залежать від контакту та їхнім почуттям близькості. Кожна з цих двох груп вважала, що їхні брати і сестри внесли менший внесок у потреби своєї сім'ї, ніж вони самі, і були більш стійкими до збільшення таких видів внесків. Чим ближче були брати і сестри один до одного, тим менший ступінь егоцентричної упередженості вони відчували, повідомляючи про внесок кожного брата чи сестри.

### Психічне здоров'я
Занадто перебільшена або надзвичайно низька демонстрація егоцентричної упередженості може бути показником психічного захворювання. Люди з тривогою, як правило, вважають себе центром усіх подій навколо них, незалежно від їх характеру або від того, наскільки вони не пов'язані з собою. З іншого боку, люди, які страждають на депресію, можуть мати меншу тенденцію до егоцентризму, про що свідчить той факт, що вони схильні більш реалістично оцінювати свій внесок у групову роботу, тоді як учасники без депресії часто перевищують свої доповнення.

### Голосування
Було показано, що егоцентрична упередженість сприяє рішенню громадян проголосувати на виборах. По-перше, люди схильні розглядати свій особистий вибір між голосуванням та утриманням як відображення тих, хто підтримує тих самих кандидатів та тих самих питань. По-друге, хоча кожен окремий голос має дуже малу силу на масштабних виборах, ті, хто голосує, переоцінюють значення свого бюлетеня. Більше того, громадяни демонструють егоцентричну упередженість у поєднанні з ефектом хибного консенсусу у своїх прогнозах результатів виборів. Дослідження, яке вивчало президентські вибори в США 2008 року, показало, що чим сильніше люди підтримують певного кандидата, тим вище вони оцінюють ймовірність того, що цей кандидат переможе на виборах. Наприклад, ті, хто віддавав перевагу Бараку Обамі, передбачали, що він мав 65 % шансів стати президентом, тоді як ті, хто віддав перевагу іншому кандидату, приблизно вважали, що він мав лише 40 % шансів на перемогу.